# Didymocarpoideae
De Didymocarpoideae is een onderfamilie uit de familie Gesneriaceae.

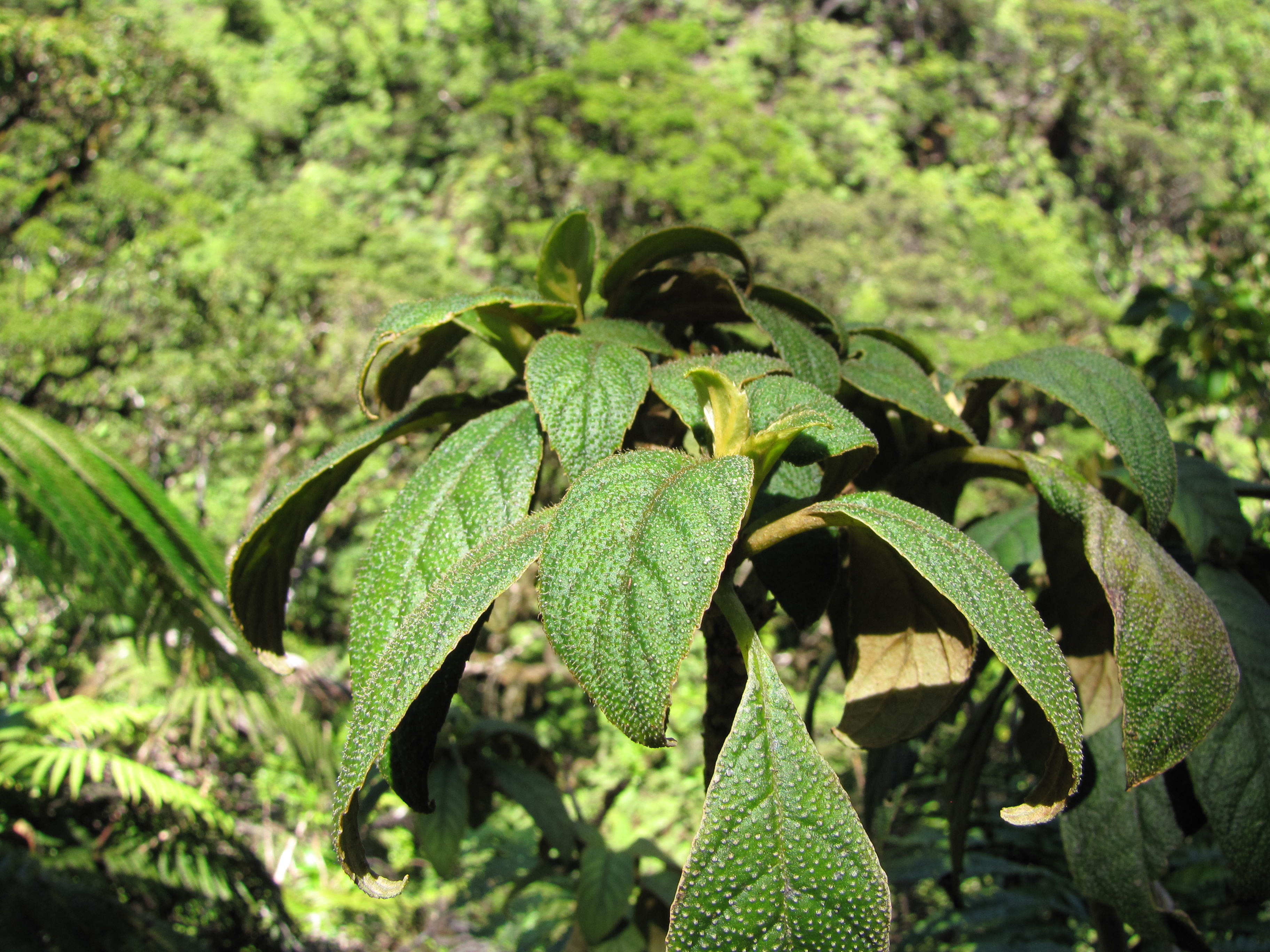
Cyrtandra grayi in vegetatieve toestand

## Geslachten
De Didymocarpoideae wordt onderverdeeld in twee geslachtengroepen: de Trichosporeae en de Epithemateae. In de onderstaande lijst staan (per geslachtengroep) alle geslachten uit deze onderfamilie. In totaal omvat de onderfamilie 70 geslachten.
- Trichosporeae
  - Aeschynanthus
  - Agalmyla
  - Allocheilos
  - Allostigma
  - Anna
  - Beccarinda
  - Billolivia
  - Boea
  - Boeica
  - Briggsiopsis
  - Cathayanthe
  - Championia
  - Chayamaritia
  - Codonoboea
  - Conandron
  - Corallodiscus
  - Cyrtandra
  - Damrongia
  - Deinostigma
  - Didissandra
  - Didymocarpus
  - Didymostigma
  - Dorcoceras
  - Emarhendia
  - Glabrella
  - Gyrocheilos
  - Haberlea
  - Hemiboea
  - Henckelia
  - Hexatheca
  - Jerdonia
  - Kaisupeea
  - Leptoboea
  - Liebigia
  - Litostigma
  - Loxocarpus
  - Loxostigma
  - Lysionotus
  - Metapetrocosmea
  - Microchirita
  - Middletonia
  - Orchadocarpa
  - Oreocharis
  - Ornithoboea
  - Paraboea
  - Petrocodon
  - Petrocosmea
  - Platystemma
  - Primulina
  - Pseudochirita
  - Rachunia
  - Ramonda
  - Raphiocarpus
  - Rhabdothamnopsis
  - Rhynchotechum
  - Ridleyandra
  - Senyumia
  - Sepikea
  - Somrania
  - Spelaeanthus
  - Tetraphyllum
  - Tribounia

- Epithemateae
  - Epithema
  - Gyrogyne
  - Loxonia
  - Monophyllaea
  - Rhynchoglossum
  - Stauranthera
  - Whytockia